# Park Sung-hwa
Park Sung-hwa (* 7. Mai 1955 in Ulsan) ist ein ehemaliger südkoreanischer Fußballspieler und heutiger -trainer. Er verbrachte seine Karriere in Südkorea, zuletzt spielte er bei Pohang POSCO Atoms. Als Trainer war er von 1988 bis 2015 in verschiedenen Positionen bei verschiedenen Vereinen aktiv gewesen. In seiner Laufbahn als Trainer, konnte er einige Titel gewinnen. Zuletzt war er Trainer von Gyeongnam FC.

## Karriere als Spieler

### Jugendzeit bei Korea University
Sung-hwa studierte an der Korea University und spielte für ihr Universitätsteam.

### Vereine
Park Sung-hwa ging nach der Universität zu Pohang POSCO. Er blieb dort bis Ende 1979, ehe er Anfang 1980 zu Yukgun FC wechselte. Er blieb bis 1982 dort. 1983 kündigte er an, zu Hallelujah FC in die neugegründete K League zu wechseln. Mit dem Verein konnte er die erste Meisterschaft der K League gewinnen. 1984 erreichte er allerdings mit seinem Team nur noch den 4. Platz. Nachdem der Verein 1985 letzter wurde und sich Ende der Saison aufgelöst hatte, wechselte er zu Pohang POSCO Atoms. Für Hallelujah FC absolvierte er bis zum letzten Spieltag 37 Spiele und schoss 9 Tore dabei. 1986 konnte er mit POSCO erster der Hinrunde werden. Im Meisterschaftsfinale spielten sie gegen Lucky Goldstar Hwangso und gewannen mit 2:1. Damit wurde er zum zweiten Mal in seiner Karriere Meister. 1987 wurde er mit seinem Team nur noch zweiter und konnte damit den Titel nicht verteidigen. Ende der Saison beendete er zudem seine Karriere als Spieler.

### Nationalmannschaft
Für die U-20 Nationalmannschaft wurde er 1974 eingeladen. Im darauffolgenden Jahr wurde er Nationalspieler der 1. Mannschaft. bis 1984 absolvierte er 103 Spiele und schoss dabei 26 Tore. Höhepunkt seiner Nationalmannschafts-Karriere war 1978 Gold bei den Asienspielen.

## Karriere als Trainer
Nachdem er seine Laufbahn als Spieler beendet hatte, verpflichtete Pohang POSCO Atoms ihn als Trainer ihrer Nachwuchsakademi. Er blieb von 1988 bis 1989 bei Pohang POSCO Atoms. 1989 wechselte er zu Hyundai Horang-i und wurde dort Co-Trainer. 1992 wechselte er weiter zu Yukong Elephants. Dort wurde er ebenfalls Co-Trainer. Ab Mitte 1992 wurde er zum Trainer befördert und leitete das Team bis 1994. Nachdem er seinen Vertrag auslaufen ließ, ging er erst 1996 wieder zu Pohang Steelers. In der Zeit dort, war er immer knapp an einem Titel dran, konnte aber keinen Titel gewinnen. 2001 wurde er Trainer der U-20 Nationalmannschaft von Südkorea. Von 2003 bis 2004 war er zudem Co-Trainer der Südkoreanischen Nationalmannschaft. 2005 beendete er seine Arbeit in der U-20. Erst 2007 fand er wieder einen Job. So wurde er 2007 Trainer von Busan IPark. Den Job hatte er allerdings nicht lange, da er Mitte der Saison Trainer der U-23 Nationalmannschaft wurde. Bis 2008 war er dort beschäftigt gewesen. 2010 ging er nach China zu Dalian Shide. Dort blieb er bis 2011. 2011 verließ er den Verein in Richtung Myanmar zu ihrer Nationalmannschaft. Bis Ende 2013 war er dort verantwortlicher Trainer. 2013 verlängerte er den Vertrag nicht und ging zurück nach Südkorea. Erst 2015 verpflichtete Gyeongnam FC ihn wieder als Trainer. Ende der Saison wurde er allerdings wieder entlassen.

## Erfolge
- 2× Meister der K League 1983 und 1986
- 2× Pokal-Gewinner (als Trainer) 1994 und 1996
- 2× U-19-Fußball-Asienmeisterschaft-Gewinner 2002 und 2004